# Campeonato NORCECA de Voleibol Femenino Sub-20
El Campeonato NORCECA de Voleibol Femenino Sub-20 es una competencia deportiva para los equipos nacionales de voleibol femenino, que actualmente se celebra cada dos años. Es organizado por la NORCECA y está dirigido a las selecciones nacionales que integren jugadoras con un máximo de 20 años de edad.

## Historial
| N.º  | Año  | Sede                |                      |                      |                      |
| ---- | ---- | ------------------- | -------------------- | -------------------- | -------------------- |
| I    | 1998 | Cuernavaca          | Estados Unidos       | México               | Canadá               |
| II   | 2000 | La Habana           | Cuba                 | Estados Unidos       | México               |
| III  | 2002 | Humacao, Juncos     | Puerto Rico          | Estados Unidos       | Cuba                 |
| IV   | 2004 | Winnipeg            | Estados Unidos       | República Dominicana | Puerto Rico          |
| V    | 2006 | Monterrey           | Estados Unidos       | República Dominicana | Puerto Rico          |
| VI   | 2008 | Saltillo            | Estados Unidos       | República Dominicana | Cuba                 |
| VII  | 2010 | Tijuana             | Estados Unidos       | República Dominicana | Cuba                 |
| VIII | 2012 | Managua             | República Dominicana | México               | Estados Unidos       |
| IX   | 2014 | Ciudad de Guatemala | Estados Unidos       | Cuba                 | República Dominicana |
| X    | 2016 | Fort Lauderdale     | República Dominicana | Estados Unidos       | Cuba                 |
| XI   | 2018 | Aguascalientes      | Estados Unidos       | República Dominicana | México               |

## Medallero
- Actualizado hasta Aguascalientes 2018

| Núm. | País                 | Oro | Plata | Bronce | Total |
| ---- | -------------------- | --- | ----- | ------ | ----- |
| 1    | Estados Unidos       | 7   | 3     | 1      | 11    |
| 2    | República Dominicana | 2   | 5     | 1      | 8     |
| 3    | Cuba                 | 1   | 1     | 4      | 6     |
| 4    | Puerto Rico          | 1   | 0     | 2      | 3     |
| 5    | México               | 0   | 2     | 2      | 4     |
| 6    | Canadá               | 0   | 0     | 1      | 1     |
|      | TOTAL                | 9   | 9     | 9      | 27    |

## MVPpor edición
- 2018 –  Estados Unidos - Logan Eggleston
- 2016 –  República Dominicana - Natalia Martínez
- 2014 –  Estados Unidos - Rhamat Alhassan
- 2012 –  República Dominicana - Winifer Fernández
- 2010 –  Estados Unidos - Jane Croson
- 2008 –  República Dominicana - Brenda Castillo
- 2006 –  República Dominicana - Bethania de la Cruz